# تنگه سوندا

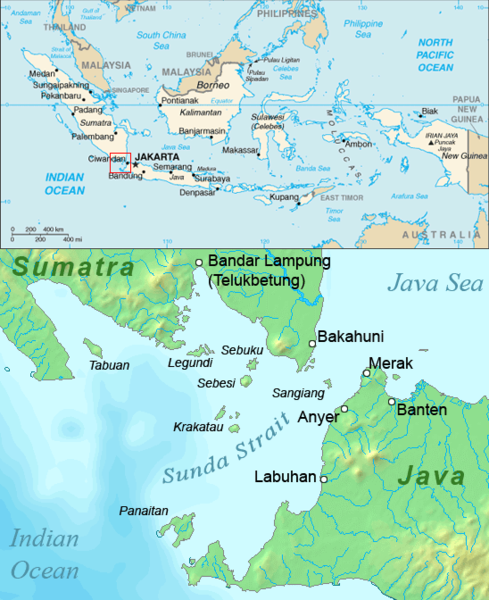
نقشه و موقعیت تنگهٔ سوندا

تنگهٔ سوندا (اندونزیایی: Selat Sunda) آبراهی به پهنای ۲۶ تا ۱۱۰ کیلومتر است که در بین دو جزیرهٔ جاوه در شرق و سوماترا در غرب واقع شده و دریای جاوه در اقیانوس آرام را به اقیانوس هند در جنوب متصل می‌سازد. همچنین این تنگه که نامش برگرفته از اصطلاح اندونزیایی Pasundan به‌معنای جاوه غربی است مهمترین گذرگاهی است که آسیای شرقی را به اقیانوس هند پیوند می‌دهد.
چندین جزیرهٔ آتشفشانی در این تنگه قرار دارند که کراکاتوا شناخته‌شده‌ترین آنهاست. فوران این آتشفشان در ۲۷ اوت ۱۸۸۳ باعث ایجاد سونامی‌ای با امواجی به ارتفاع ۳۸ متر شد که ۳۰۰ شهر و روستا را نابود کرد و منجر به کشته‌شدن تقریباً ۳۶٬۰۰۰ نفر شد.
این تنگه همچنین در مارس سال ۱۹۴۲ میلادی صحنهٔ رویارویی نیروهای متفقین و نیروهای ژاپنی در بحبوبهٔ جنگ جهانی دوم با یکدیگر بود.